# Night Visions 5

Night Visions 5 est une anthologie composée de sept nouvelles, trois de Stephen King, trois de Dan Simmons et une de George R. R. Martin, rassemblées par Douglas E. Winter. Elle est parue en juin 1988 aux éditions Dark Harvest. Elle a ensuite été publiée sous les titres Dark Visions, Dark Love et The Skin Trade.

## Contenu
- (en) The Reploids, 1988, par Stephen King
- Pompes de basket, 1994 ((en) Sneakers, 1988), par Stephen King
- Dédicaces, 1994 ((en) Dedication, 1988), par Stephen King
- Métastases, 1997 ((en) Metastasis, 1988), par Dan Simmons
- Vanni Fucci est bien vivant et il vit en Enfer, 1997 ((en) Vanni Fucci Is Alive and Well and Living in Hell, 1988), par Dan Simmons
- Les Fosses d'Iverson, 1997 ((en) Iverson's Pits, 1988), par Dan Simmons
- Skin Trade, 2012 ((en) The Skin Trade, 1988), par George R. R. Martin